# Poilly-sur-Tholon
 Poilly-sur-Tholon  es una población y comuna francesa que se encuentra en la región de Borgoña, departamento de Yonne, en el distrito de Auxerre y cantón de Aillant-sur-Tholon.

## Demografía
| 852 | 902 | 902 | 945 | 1 000 | 982 | 1 050 | 1 028 | 1 069 | 1 054 | 1 076 | 1 051 | 1 050 | 1 034 | 1 014 | 951 | 913 | 899 | 835 | 799 | 708 | 719 | 682 | 645 | 623 | 594 | 542 | 526 | 491 | 565 | 581 | 594 |
| Para los censos de 1962 a 1999 la población legal corresponde a la población sin duplicidades (Fuente: INSEE [Consultar]) |     |     |     |       |     |       |       |       |       |       |       |       |       |       |     |     |     |     |     |     |     |     |     |     |     |     |     |     |     |     |     |